# Kalpa (hinduizem)
Kalpa je sanskrtski izraz, ki pomeni svetovno obdobje.
V hinduizmu pomeni kalpa svetovni cikel, ki je sestavljen iz obdobja med nastankom sveta in vmesnim razkrojem. Ena kalpa je enaka enemu dnevu Brahmovega življenja in traja tisoč mahajug, kar ustreza 4,32 miljardam človeških let oziroma 12 milijonom božjih let. Sledi enako dolgo obdobje  mirovanja svetov, to je noč Brahme. Tristo šesdeset dni in prav toliko noči Brahme je eno brahmovo leto.